# Devolia
Devolia, novi rod pravih paprati (papratnice) iz potporodice Grammitidoideae,. dio porodice Polypodiaceae, red Polypodiales. 
Jedina vrsta je  D. orientalis iz Kine, Japana i Tajvana. Rod je opisan u Phytotaxa 597(1): 32–34. 2023.

## Sinonimi
- Oreogrammitis orientalis T.C.Hsu; Ferns Fern Allies Taiwan Second Suppl. 44 (2017)